# 2020년 후쿠이 지진
2020년 후쿠이 지진은 2020년 9월 4일에 일본의 후쿠이현에서 일어난 지진이다. 지진 규모는 M5.0. 후쿠이현 사카이시에서 최대 진도5약을 관측했다.

## 진도
진도3 이상을 관측한 지역은 다음과 같다.
| 진도 | 도도부현   | 시정촌                                  |
| ---- | ---------- | --------------------------------------- |
| 5약  | 후쿠이현   | 사카이시                                |
| 4    | 후쿠이현   | 후쿠이시 아와라시                       |
| 3    | 이시카와현 | 가가시                                  |
| 3    | 후쿠이현   | 사바에시 에치젠시 에이헤이지정 에치젠정 |

## 같이 보기
- 1948년 후쿠이 지진